# Max Longhi
Massimo Giovanni Giacomo Longhi, detto Max (Milano, 14 maggio 1968), è un arrangiatore, compositore e direttore d'orchestra italiano, noto come autore insieme a Giorgio Vanni di numerose sigle per i cartoni animati in onda sulle reti Mediaset dal 1998.

## Biografia
Ha iniziato come arrangiatore a fianco del compositore Piero Cassano dei Matia Bazar, con il quale ha curato la preproduzione dell'album Tutte storie e gli arrangiamenti di Corpo a corpo di Sergio Dalma e Es Asi di Ricardo Montaner. Nel 1993 entra nel mondo delle sigle dei cartoni animati arrangiando le sigle di Mary e il giardino dei misteri, composta da Paolo Marino e Gino De Stefani con testo di Alessandra Valeri Manera e di A tutto goal, composta da Fabrizio Baldoni con testo sempre della Valeri Manera, entrambe cantate da Cristina D'Avena. Nel 1996 compone e arrangia la sigla di The Mask, insieme a Piero Cassano, ed arrangia le sigle di Sailor Moon e il mistero dei sogni e Petali di stelle per Sailor Moon, composte da Cassano su testo di Alessandra Valeri Manera e cantate da Cristina D'Avena.
Longhi produce e arrangia anche per artisti come Cristiano De André, Roberto Vecchioni, Lollipop, Francesco Salvi e Fausto Leali.
Nel 1992 inizia la collaborazione con Giorgio Vanni, ed insieme compongono la canzone Il disco va per il gruppo di Vanni, Tomato, nel 1994 compongono Come farò e Dimmi che va tutto bene per il primo album solista di Vanni, Grande cuore e nel 1998 compongono Buone verità per Laura Pausini. Dallo stesso anno, sempre su testo della Valeri Manera, iniziano anche a comporre sigle per i cartoni animati sulle reti Mediaset. Sempre nello stesso anno, Vanni diventa anche cantante di sigle per cartoni, affiancandosi a Cristina D'Avena.
Nel 2000 cura l'arrangiamento della sigla di Rossana insieme a Franco Fasano che l'ha composta su testo della Valeri Manera e cantata da Cristina D'Avena e Giorgio Vanni.
Longhi e Vanni nel 2002 sono fondatori della casa di produzione musicale Lova Music.

## Audiografia parziale

### Sigle dei cartoni animati
- Mary e il giardino dei misteri (testo: Alessandra Valeri Manera – musica: Gino De Stefani e Paolo Marino) (1993, arrangiamento)
- A tutto goal (testo: Alessandra Valeri Manera – musica: Fabrizio Baldoni) (1993, arrangiamento)
- The Mask (testo: Alessandra Valeri Manera – musica: Piero Cassano, Max Longhi) (1996, musica e arrangiamento)
- Sailor Moon e il mistero dei sogni (testo: Alessandra Valeri Manera – musica: Piero Cassano) (1996, arrangiamento)
- Petali di stelle per Sailor Moon (testo: Alessandra Valeri Manera – musica: Piero Cassano) (1997, arrangiamento)
- Rossana (testo: Alessandra Valeri Manera – musica: Gianfranco Fasano) (1999, arrangiamento con la collaborazione di Franco Fasano)

Per le sigle composte insieme a Giorgio Vanni si veda Brani musicali di Giorgio Vanni.